# Die neue Looney Tunes Show
Die neue Looney Tunes Show, früher Bugs! Eine Looney Tunes Production (Originaltitel: New Looney Tunes, früher Wabbit. A Looney Tunes Prod.) ist eine US-amerikanische Animationsserie aus den Jahren 2015 bis 2019. Die Erstausstrahlung fand am 21. September 2015 auf dem Sender Cartoon Network statt. Die deutsche Erstausstrahlung erfolgte am 26. Dezember 2015 auf dem Sender Boomerang. Insgesamt wurden 156 Folgen in drei Staffeln produziert, wobei jede Folge in zwei etwa fünf-minütige Segmente unterteilt ist.

## Handlung
Bugs Bunny ist zurück, aber nicht alleine, denn die Looney Tunes sind auch zurück. Es tauchen altbekannte Figuren, wie Yosemite Sam, der erfinderische Wile E. Coyote, Foghorn Leghorn, Taz, ein sehr dickes Schweinchen Dick, Elmer Fudd und Daffy Duck auf sowie ab der zweiten Staffel auch Pepé le Pew, Sylvester und Tweety, Granny, Road Runner, Marvin der Marsmensch, Speedy Gonzales und Lola Bunny. Doch auch ganz neue Figuren sind dabei, so etwa das kleine Eichhörnchen Squeaks, das oft an der Seite Bugs Bunnys zu sehen ist, Bigfoot, der Ritter Sir Littlechin, der sich stets vergeblich bemüht mythische Kreaturen zu bezwingen, ein Barbar, der zusammen mit seinem Eisbären Krakos für Ärger sorgt, der Winterhirsch, der dazu imstande ist mittels seines Geweihs die Umgebung zu vereisen, die Fuchsspionin Claudette Dupri oder auch der oft stark leidende Überlebenskünstler Tad Tucker.

## Synchronisation
Die deutschsprachige Synchronisation entsteht unter der Dialogregie von Elisabeth Grünwald durch die Synchronfirma SDI Media Germany in Berlin.
| Rolle                 | Originalsprecher                 | Deutscher Sprecher |
| --------------------- | -------------------------------- | ------------------ |
| Bugs Bunny            | Jeff Bergman                     | Sven Plate         |
| Elmer Fudd            | Jeff Bergman                     |                    |
| Sylvester             | Jeff Bergman                     |                    |
| Foghorn Leghorn       | Jeff Bergman                     |                    |
| Daffy Duck            | Dee Bradley Baker                | Gerald Schaale     |
| Schweinchen Dick      | Bob Bergen                       | Santiago Ziesmer   |
| Tweety                | Bob Bergen                       |                    |
| Leslie                | Carlos Alazraqui                 | Michael Pan        |
| Tad Tucker            | Carlos Alazraqui                 | Fritz Rott         |
| Pepé le Pew           | Eric Bauza                       |                    |
| Marvin der Marsmensch | Eric Bauza                       | Martin Schubach    |
| Yosemite Sam          | Maurice LaMarche Fred Tatasciore | Tilo Schmitz       |
| Wile E. Coyote        | JP Karliak                       | Detlef Bierstedt   |
| Lola Bunny            | Kath Soucie                      |                    |
| Taz                   | Jim Cummings                     |                    |
| Speedy Gonzales       | Dino Andrade                     |                    |
| Winterhirsch          | Jeff Bennett                     | Till Hagen         |
| Viktor                | Keith Ferguson                   | Rainer Fritzsche   |

## Produktion und Ausstrahlung
Die Serie wurde ab 2015 von Warner Bros. Animation in den Vereinigten Staaten produziert. Die Erstausstrahlung in den USA fand am 21. September 2015 auf dem Sender Cartoon Network statt. Nach den ersten 22 Episoden der ersten Staffel machte die Serie zunächst eine einjährige Pause, während der vier neue Episoden über DVD veröffentlicht wurden. Im Anschluss wechselte sie zum Video-on-Demand-Dienst des Senders Boomerang, wo ab dem 21. Dezember 2017 die weiteren Episoden veröffentlicht wurden.
Die deutschsprachige Erstausstrahlung fand am 26. Dezember 2015 auf dem deutschen Ableger Boomerangs statt. Die letzte Episode der Serie lief dort am 14. Juni 2019. Wiederholungen im Free-TV sind seit 2020 bei Super RTL zu sehen. Zudem erschienen die ersten 26 Episoden der ersten Staffel unter dem Titel Bugs! Eine Looney Tunes Production auf DVD.

## Übersicht
| Staffel | Episodenanzahl | Erstveröffentlichung USA | Erstveröffentlichung USA | Deutschsprachige Erstausstrahlung | Deutschsprachige Erstausstrahlung |
| Staffel | Episodenanzahl | Staffelpremiere          | Staffelfinale            | Staffelpremiere                   | Staffelfinale                     |
| ------- | -------------- | ------------------------ | ------------------------ | --------------------------------- | --------------------------------- |
| 1       | 52             | 21. September 2015       | 8. Februar 2018          | 26. Dezember 2015                 | 30. November 2016                 |
| 2       | 52             | 8. Februar 2018          | 31. Januar 2019          | 11. September 2017                | 17. November 2018                 |
| 3       | 52             | 29. August 2019          | 30. Januar 2020          | 19. November 2018                 | 14. Juni 2019                     |

Anmerkung: Die Daten für die US-amerikanische Veröffentlichung der Staffeln zwei und drei sind die Erstveröffentlichungsdaten des Streaming-Dienstes von Boomerang.